# Tríú (album)
Tríú – trzeci album polskiego zespołu folkowego Beltaine, w warstwie muzycznej prezentujący płynne przejścia pomiędzy tradycyjnym celtyckim brzmieniem i współczesnymi gatunkami muzyki popularnej. Spotyka się tu zatem muzykę irlandzką i bretońską oraz takie style jak funk czy hip-hop. Płyta została wydana m.in. w metalowym pudełku. Album został laureatem Wirtualnych Gęśli jako folkowa płyta roku 2010.

## Twórcy
- Adam Romański – skrzypce,
- Grzegorz Chudy – low whistle, wokal, akordeon, bombarda,
- Łukasz Kulesza – gitara akustyczna,
- Bartłomiej Dudek – gitara basowa,
- Jan Kubek – tabla, cajón, djembe, timbales,
- Jan Gałczewski – irish bouzouki, gitara elektryczna, bodhrán, banjo, gitara klasyczna,
- Mateusz Sopata – perkusja

### Gościnnie
- Marcin Wyrostek – akordeon (8)[a]
- Szymon Rzadkosz – skrecze (6)
- Zosia Bartoszewicz – wokal (9)
- Dominik Mietła – trąbka (11)

### Technicy
- miksowanie, mastering, produkcja muzyczna – Jarek „Smok” Smak, Mario Dziurex
- zdjęcia – Aleksandra Korol-Chudy, Jerome Soulard, Jędrzej Majewski, Magdalena Tramer, Pierre Majek

## Lista utworów
| 1.  | „Influenza”            | 5:18  |
|     |                        |       |
| 2.  | „Hoodoo's Lament”      | 4:11  |
|     |                        |       |
| 3.  | "Johny's Not Here"     | 3:51  |
|     |                        |       |
| 4.  | „Łódź By Night”        | 5:46  |
|     |                        |       |
| 5.  | „Mad Song”             | 3:36  |
|     |                        |       |
| 6.  | „Hop-Hip”              | 5:28  |
|     |                        |       |
| 7.  | „Farewell to Milltown” | 5:07  |
|     |                        |       |
| 8.  | „Just For Fun”         | 5:08  |
|     |                        |       |
| 9.  | „Tisa”                 | 4:28  |
|     |                        |       |
| 10. | „Pardon Spezed”        | 4:24  |
|     |                        |       |
| 11. | „NoGarryNo”            | 5:14  |
|     |                        |       |
|     |                        | 52:31 |
|     |                        |       |